# 亞納庫查山 (馬庫薩尼-努尼奧瓦)
14°08′36″S 70°38′08″W / 14.14333°S 70.63556°W
亞納庫查山（Yanacocha），是秘魯的山峰，位於該國東南部普諾大區，由馬庫薩尼區和努尼奧瓦區負責管轄，屬於韋爾卡努塔山脈的一部分，海拔高度約5,000米。